# Stargazing (singel)
Stargazing – trzeci singel norweskiego DJ-a Kygo z jego minialbum o tym samym tytule. Powstały przy gościnnym udziale amerykańskiego piosenkarza Justina Jesso. Singel został wydany 22 września 2017. Autorami utworu są Jamie Hartman, Stuart Crichton, Kyrre Gørvell-Dahll i Justin Stein, natomiast jego produkcją zajęli się Kygo, Jamie Hartman oraz Stuart Crichton.
„Stargazing” jest utrzymany w stylu muzyki EDM i tropical house. Utwór był notowany na 2. miejscu na liście najlepiej sprzedających się singli w Norwegii.

## Teledysk
Teledysk do singla został opublikowany 26 września 2017. Reżyserem klipu jest Philip R. Lopez. Wideoklip ukazuje młodego chłopca, który buduje rakietę na swoim podwórku po znalezieniu notatki od niedawno zmarłego ojca o treści: „znajdziesz mnie w gwiazdach”. Na podstawie tej informacji chłopak planuje wyprawę w kosmos i testuje swój pojazd latający.

## Lista utworów
- Digital download – Orchestral Version[2]

1. „Stargazing” (Orchestral Version) (featuring Justin Jesso & Bergen Philharmonic Orchestra) – 3:50

- Digital download – Kaskade Remix[3]

1. „Stargazing” (Kaskade Remix) – 3:03

## Notowania i certyfikaty
| Lista (2017–18)                            | Najwyższa pozycja |
| ------------------------------------------ | ----------------- |
| Australia (Top 50 Singles)                 | 40                |
| Austria (Ö3 Austria Top 40)                | 18                |
| Belgia (Ultratop 50 Singles, Flandria)     | 32                |
| Belgia (Ultratop 50 Singles, Walonia)      | 7                 |
| Czechy (Rádio – Top 100)                   | 11                |
| Czechy (Singles Digitál – Top 100)         | 6                 |
| Dania (Track Top-40)                       | 31                |
| Francja (Top 200 Singles)                  | 33                |
| Hiszpania (Top 100 Singles)                | 60                |
| Holandia (Single Top 100)                  | 12                |
| Irlandia (Top 100 Singles)                 | 16                |
| Kanada (Billboard Canadian Hot 100)        | 53                |
| Niemcy (Top 100 Singles)                   | 14                |
| Norwegia (Top 40 Singles)                  | 2                 |
| Polska (AirPlay – Top)                     | 18                |
| Portugalia (Top 100 Singles)               | 31                |
| Stany Zjednoczone (Dance/Electronic Songs) | 11                |
| Słowacja (Singles Digitál – Top 100)       | 11                |
| Szwajcaria (Singles Top 100)               | 9                 |
| Szwecja (Top 100 Singles)                  | 8                 |
| Węgry (Single (track) Top 40 lista)        | 23                |
| Wielka Brytania (Singles Top 200)          | 44                |
| Włochy (Top 100 Singles)                   | 72                |

| Lista (2017)                               | Najwyższa pozycja |
| ------------------------------------------ | ----------------- |
| Stany Zjednoczone (Dance/Electronic Songs) | 64                |
| Szwecja (Top 100 Singles)                  | 80                |
| Lista (2018)                               | Najwyższa pozycja |
| Belgia (Ultratop 50 Singles, Walonia)      | 56                |
| Francja (Top 200 Singles)                  | 103               |
| Stany Zjednoczone (Dance/Electronic Songs) | 43                |
| Szwajcaria (Singles Top 100)               | 65                |
| Szwecja (Top 100 Singles)                  | 96                |
| Lista (2019)                               | Najwyższa pozycja |
| Portugalia (Top 100 Singles)               | 1626              |

| Państwo                      | Status             |
| ---------------------------- | ------------------ |
| Australia (ARIA)             | platynowa płyta    |
| Austria (IFPI Austria)       | złota płyta        |
| Belgia (BEA)                 | złota płyta        |
| Dania (IFPI Dania)           | złota płyta        |
| Francja (SNEP)               | platynowa płyta    |
| Hiszpania (PROMUSICAE)       | złota płyta        |
| Kanada (Music Canada)        | 2× platynowa płyta |
| Polska (ZPAV)                | platynowa płyta    |
| Szwajcaria (IFPI Szwajcaria) | 2× platynowa płyta |
| Szwecja (GLF)                | 2× platynowa płyta |
| Wielka Brytania (BPI)        | srebrna płyta      |
| Włochy (FIMI)                | platynowa płyta    |